# Charnwit Polcheewin
Charnwit Polcheewin (Chonburi, 23 aprile 1956) è un allenatore di calcio ed ex calciatore thailandese.

## Carriera

### Giocatore
Ha giocato dal 1978 al 1981 al Raj Pracha.

### Allenatore
Comincia la propria carriera allenando il Thai Farmers Bank. Dal 1996 al 2005 allena le Nazionali Under della Thailandia (Under-16 dal 1996 al 1997, Under-19 nel 1998, Under-20 dal 2000 al 2002 e nel 2004, Under-23 nel 2005). Nel marzo 2005 viene nominato commissario tecnico della Nazionale maggiore. Partecipa, con la Nazionale thailandese, alla Coppa d'Asia 2007. Mantiene l'incarico fino al 16 luglio 2008. Nel 2015 ha allenato il Port. Ha avuto anche alcune esperienze come allenatore di squadre femminili.

## Palmarès

### Allenatore

#### Competizioni nazionali
- AFC Champions League: 2

Thai Farmers Bank: 1993-1994, 1994-1995